# ويس بينس
ويس بينس (بالإنجليزية: Wes Baynes)‏ هو لاعب كرة قدم بريطاني، ولد في 12 أكتوبر 1988 في تشستر في المملكة المتحدة. لعب مع نادي ألترينتشام ونادي ريكسهام ونادي كوناهس كواي.

## وصلات خارجية
- ويس بينس على موقع قاعدة بيانات كرة القدم.إي يو (الإنجليزية)
- ويس بينس على موقع Soccerbase.com (لاعب) (الإنجليزية)